# Bittium lacteum
Bittium lacteum is een slakkensoort uit de familie van de Cerithiidae. De wetenschappelijke naam van de soort is voor het eerst geldig gepubliceerd in 1836 door Philippi als Cerithium lacteum.